# اچ‌ام‌سی‌اس مسینس
اچ‌ام‌سی‌اس مسینس (به انگلیسی: HMCS Messines) یک کشتی بود که طول آن ۱۳۰ فوت (۴۰ متر) بود. این کشتی در سال ۱۹۱۷ ساخته شد.